# Лозинський Володимир Устимович
Володи́мир Усти́мович Лози́нський (*1855, Кам'янець-Подільський — †1914, Відень) — український видавець і громадський діяч. За фахом лісівник.
Походить з дворянської родини. Після закінчення Немирівської чоловічої гімназії вступив до Петровської сільськогосподарської академії (нині Московська сільськогосподарська академія імені К. А. Тімірязєва), але закінчив освіту не там, а у Лісовому інституті (нині Санкт-Петербурзький державний лісотехнічний університет). Після закінчення навчання працював спочатку в Саврані, згодом став головним лісівником у маєтках родини Терещенків.
Замолоду брав участь у російській організації «Народна воля» і в Російській соціалістичній революційній партії. Пізніше допомагав «Українській Народній Обороні» (при провалі 1909 врятував багато людей).
Вийшовши у відставку в званні колезького асесора, у 1906 році отримав дозвіл на видання сатиричного тижневика «Шершень», який був того ж року закритий цензурою. Матеріально підтримував журнали «Світло» (1909–1914), «Український етнографічний збірник» (1914) тощо. Він друкував львівський урядовий часопис «Вістник законів і розпоряджень краєвих для Королівства Галичини і Володимириї з Великим Княжеством Краківським».